# Richard M. Dolan
Richard Michael Dolan (/ˈdoʊlən/; sinh ngày 1 tháng 7 năm 1962) là một tác giả, nhà sử học và nhà xuất bản người Mỹ chuyên nghiên cứu về lịch sử hiện tượng UFO, cũng như phân tích các thuyết âm mưu, an ninh quốc gia Hoa Kỳ và Chiến tranh Lạnh.

## Tiểu sử
Dolan chào đời ở Brooklyn, New York và lớn lên ở Brentwood, New York trên Long Island. Ông tốt nghiệp Đại học Alfred với tấm bằng Cử nhân chuyên ngành tiếng Anh và lịch sử năm 1984 và sau đó lấy bằng Thạc sĩ chuyên ngành lịch sử tại Đại học Rochester năm 1995. Dolan cũng nhận được một chứng chỉ về tư tưởng chính trị từ trường Exeter College, Oxford. Ông hiện đang sinh sống ở Rochester, New York.

## Hiện diện

### Youtube
Richard và vợ là Tracey hực hiện chương trình livestream hàng tuần phát sóng trên Youtube. Họ thảo luận về mọi thứ từ các trường hợp UFO, khoa học, công nghệ tương lai, nhìn xa và những vụ che đậy UFO. Họ cũng tương tác với phòng chat và đặt câu hỏi. Hơn nữa, Dolan còn cung cấp các cuộc phỏng vấn trên kênh với tất cả các loại nhà nghiên cứu về chủ đề UFO và hiện tượng huyền bí. RichardMDolan trên YouTube

### Gaia Tv
Dolan đã viết và tổ chức một bộ phim dài mười tập về hiện tượng cờ giả cho Gaia Television. Một viễn cảnh lịch sử của cờ giả qua các thời đại, sự kiện trong đó chính phủ hoặc các cơ quan khác đã thực hiện các hành động khủng khiếp và đau thương rồi sau đó đã đổ lỗi cho các phe phái khác nhằm biện minh và theo đuổi các mục tiêu nhất định. Dolan hiện đang nghiên cứu và viết lịch sử đầu tiên về cờ giả, với sự tập trung mạnh mẽ vào thế kỷ 20 và 21. False Flags trailer trên YouTube

### Truyền hình
Chương trình truyền hình Sci-Fi Channel năm 2006 mang tên Sci Fi Investigates có cả Dolan là một phần của một nhóm nghiên cứu các sự kiện huyền bí và bất thường khác nhau, bao gồm cả vụ rơi UFO ở Roswell, New Mexico. Dolan cũng đã xuất hiện trong các bộ phim tài liệu huyền bí khác, gồm có phim UFO Invasion at Rendlesham trên kênh Sci-Fi Channel.

### Phát thanh Internet
Tháng 3 năm 2012, KGRA-db, về sau gọi là The Global Radio Alliance (Liên minh Vô tuyến Toàn cầu), đã tuyên bố rằng Dolan đứng ra tổ chức chương trình phát thanh dựa trên Internet của riêng mình có tên gọi Truth Out Radio. Tháng 1 năm 2013, chương trình được đổi tên đơn giản là "The Richard Dolan Show".

### Hội nghị
Tại Đại hội UFO Quốc tế 2017 ở Scottsdale, Arizona, Dolan đã được giới thiệu như một diễn giả. Dolan còn phát biểu tại Hội nghị UFO Núi Ozark năm 2018.

## Ấn phẩm

### Sách
- 2000. UFOs and the National Security State: Chronology of a Cover-up 1941-1973. ISBN 978-0967799506.
- 2009. UFOs and the National Security State: The Cover-Up Exposed, 1973-1991. ISBN 978-0967799513.
- 2010. A.D. After Disclosure: The People's Guide to Life After Contact. ISBN 978-0967799537.
- 2014. UFOs for the 21st Century Mind: A Fresh Guide to an Ancient Mystery. ISBN 978-1495291609.[11]

Cuốn sách đầu tiên của Dolan, UFOs and the National Security State: Chronology of a Cover-up 1941-1973, được Keyhole Publishing Company xuất bản vào năm 2000 và được Hampton Roads Publishing Company tái bản vào năm 2002.
Lời tựa được viết bởi nhà khoa học và tác giả nổi tiếng Jacques Vallée, lời tựa của Tiến sĩ Vallée bắt đầu bằng câu: "Cuốn sách quan trọng bạn sắp đọc là nghiên cứu toàn diện đầu tiên về phản ứng của chính phủ Hoa Kỳ đối với sự xâm nhập của hiện tượng UFO trên bầu trời Mỹ trong năm mươi năm qua."
Một cuốn sách tiếp theo, có nhan đề UFOs and the National Security State: The Cover-Up Exposed, 1973-1991 được xuất bản vào tháng 8 năm 2009. Vào tháng 11 năm 2010, A.D. After Disclosure: The People's Guide to Life After Contact, được xuất bản bởi Richard Dolan và Bryce Zabel.
Tác phẩm mới nhất của Dolan nhan đề UFOs for the 21st Century Mind: A Fresh Guide to an Ancient Mystery được xuất bản vào ngày 21 tháng 1 năm 2014. Cuốn sách bao quát rộng rãi chủ đề về UFO, bao gồm người ngoài hành tinh cổ đại, những cuộc gặp gỡ hiện đại, bắt cóc, nhà ngoại cảm, "chính trị và che đậy", "thế giới ngân sách đen", "khoa học kỳ quái", các khía cạnh xã hội (YouTube và Facebook) và tương lai. Nó cung cấp những hiểu biết thực tế về cách phân biệt và điều tra UFO. Cuốn sách suy đoán về danh tính của những chủ nhân UFO. Nó cũng bao gồm "khoa học kỳ quái" về UFO, bao gồm lực đẩy, không thời gian và ý thức. Dolan còn thành lập Richard Dolan Press, chuyên xuất bản các đầu sách về lĩnh vực UFO học.

## Giảng dạy
Giới thiệu về khóa học môn UFO học của Richard Dolan, ban đầu có sẵn trên Đại học Siêu hình học Quốc tế, đã được chuyển đến một địa điểm mới trên Ufology Web.